# Repoluoto (ö i Södra Savolax, Nyslott, lat 61,71, long 28,83)
Repoluoto är en ö i Finland. Den ligger i sjön Pihlajavesi och i kommunen Nyslott i  landskapet Södra Savolax, i den sydöstra delen av landet, 270 km nordost om huvudstaden Helsingfors. Öns största längd är 30 meter i nord-sydlig riktning.